# Bobby Southworth
Bobby Southworth (ur. 16 grudnia 1969 w Santa Cruz) – amerykański zawodnik mieszanych sztuk walki (MMA) w latach 1999–2010. Były mistrz Strikeforce w wadze półciężkiej w latach 2006–2008. Zwycięzca turnieju bokserskiego Golden Gloves z 2000 roku. Posiadacz czarnego pasa w brazylijskim jiu-jitsu.

## Kariera sportowa
W 1998 zajął drugie miejsce w turnieju bokserskim Golden Gloves stanu Kalifornia. Dwa lata później wygrał zawody. W listopadzie 2000 zwyciężył w turnieju International Fighting Championships i został mistrzem Stanów Zjednoczonych. 25 marca 2001 przegrał z Brazylijczykiem Vitorem Belfortem na gali PRIDE 13. Jeszcze w tym samym roku został międzynarodowym mistrzem IFC pokonując Floyda Sworda.
W 2005 wziął udział w pierwszej edycji reality show The Ultimate Fighter, lecz odpadł w ćwierćfinale ze Stephanem Bonnarem. Mimo to, dostał szansę stoczenia walki w UFC, gdzie na finałowej gali TUF-a przegrał z Samem Hogerem.
8 grudnia 2006 osiągnął największy sukces w zawodowej karierze zostając pierwszym mistrzem Strikeforce wagi półciężkiej, pokonując w mistrzowskiej walce Vernona White'a na punkty. 27 czerwca 2008 obronił tytuł wygrywając z Anthonym Ruizem. Pas stracił na rzecz Brazylijczyka Renato Sobrala 21 listopada 2008.

## Osiągnięcia
Mieszane sztuki walki:
- 2000: IFC Extreme Combat I - 1. miejsce w turnieju wagi półciężkiej[1]
- 2000-2001 Mistrz IFC USA w wadze półciężkiej
- 2001-2003: Międzynarodowy mistrz IFC w wadze półciężkiej[2]
- 2006-2008: Mistrz Strikeforce w wadze półciężkiej

Boks:
- 1998: Golden Gloves - 2. miejsce
- 2000: Golden Gloves - 1. miejsce

Brazylijskie jiu-jitsu:
- 1996: US Open Championship - 1. miejsce